# تيراينتشيس (سيوداد ريال)
بلدية تيراينتشيس (بالإسبانية: Terrinches)‏، هي إحدى بلديات مقاطعة سيوداد ريال إحدى مقاطعات إسبانيا، والتي تقع في منطقة قشتالة لا منتشا وسط إسبانيا.
يبلغ عدد سكانها 947 نسمة وفقاً لإحصائية سنة (2007).